# Política da Áustria
A Áustria é uma república parlamentarista. Seu presidente é Alexander van der Bellen (Os Verdes - Alternativa Verde, desde 2016), e seu Chanceler é Alexander Schallenberg (ÖVP, desde 2021).

## Parlamentos

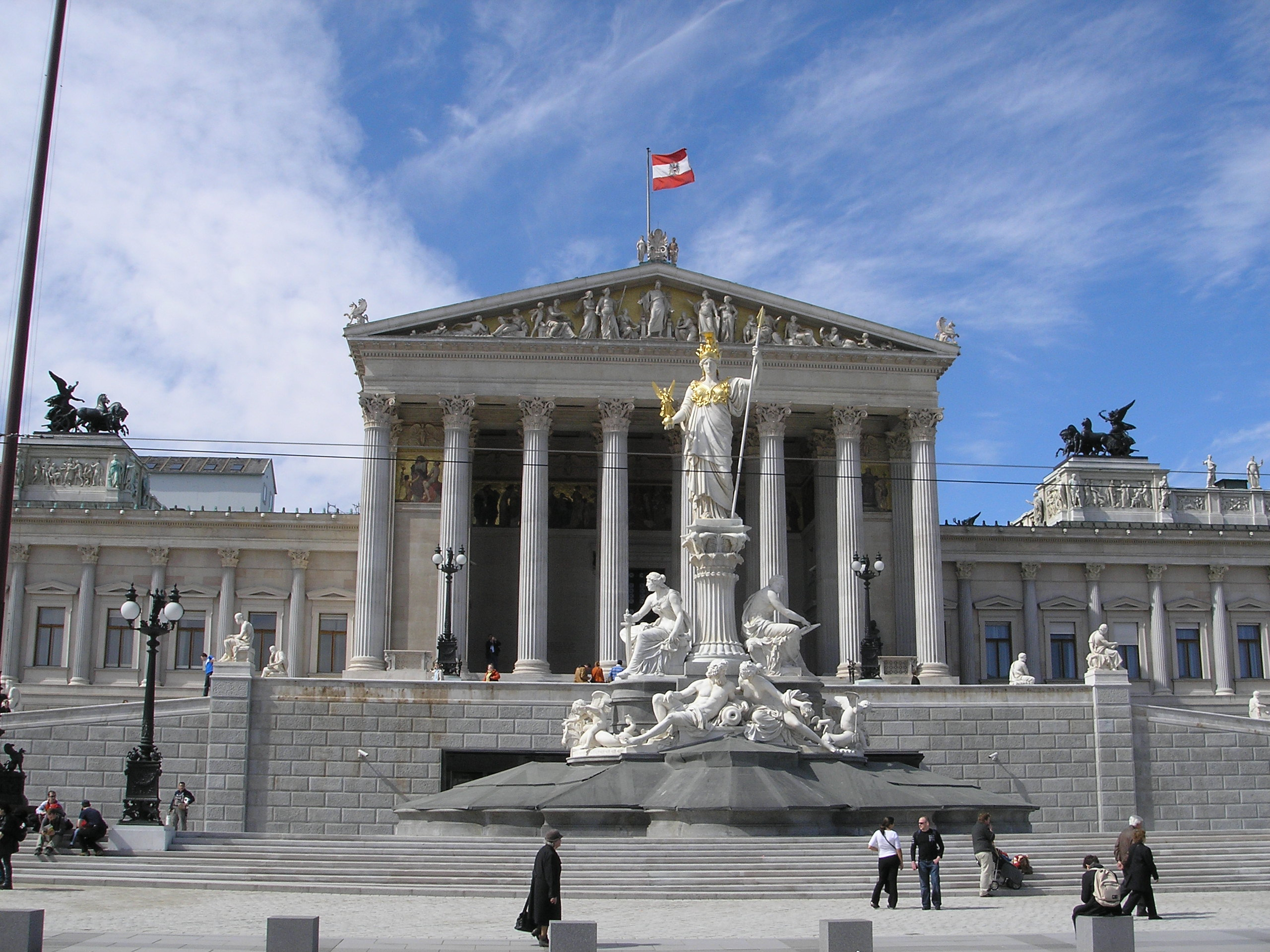
Parlamento da Áustria.

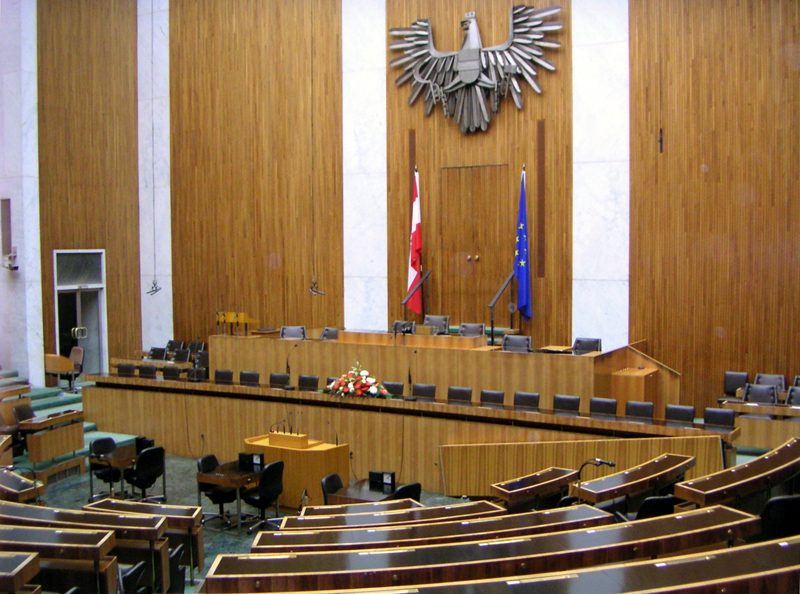
Nationalrat, a câmara baixa.

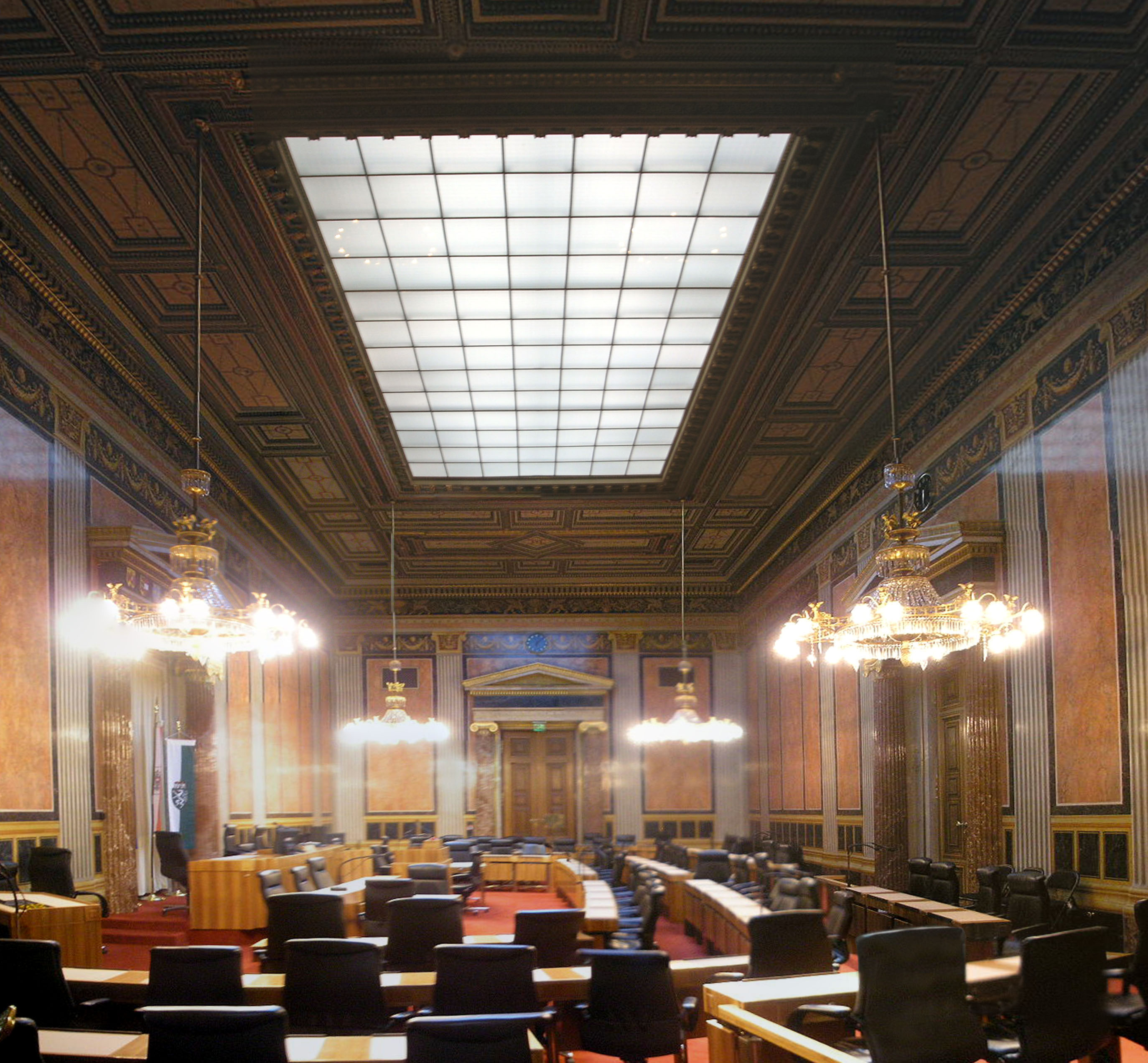
Bundesrat, a câmara alta.

### Parlamentos Nacional
O parlamento nacional é bicameral, composto por:
- Conselho Nacional (Nationalrat),[2] com 183 membros, e
- Conselho Federal (Bundesrat),[2] com 62 membros.

### Parlamentos Regionais
Um parlamento regional na Áustria se chama Landtag. O plural é Landtage.
O landtag de Viena que é também chamado Gemeinderat, consiste em 100 deputados.
Os landtages da Alta Áustria, Baixa Áustria e Estíria conta 56 membros.
Os landtages de Burgenland, Caríntia, Salzburgo, Tirol e Vorarlberg consiste em 36 membros.

## Partidos na Áustria
- Lista de partidos políticos na Áustria

### Partidos parlamentares

#### Partidos no Nationalrat
- Partido Popular Austríaco (ÖVP)[2]
- Partido Social-Democrata da Áustria (SPÖ)[2]
- Partido da Liberdade da Áustria (FPÖ)[2]
- NEOS - A Nova Áustria (NEOS)
- Os Verdes - Alternativa Verde (Die Grünen)[2]

#### Partidos só nos Landtages
- Lista Burgenland (LBL)
- Equipe Carinthia (TK)
- Lista Fritz Dinkhauser (FRITZ)

#### Outros partidos
- Lista Peter Pilz (Jetzt)
- Partido Comunista da Áustria (KPÖ)
- Aliança para o Futuro da Áustria (BZÖ)[2]
- Partido Cristão da Áustria (CPÖ)
- Festa partido Salzburg (FPS)
- Partido Socialista da Esquerda (SLP)
- Enotna Lista (EL)

## A Áustria na política internacional
O país faz parte da União Europeia desde 1995 e adota o euro desde 2002.